# Joseph Pitts
Joseph R. Pitts (Lexington, 10 ottobre 1939) è un politico statunitense, membro della Camera dei Rappresentanti per lo stato della Pennsylvania dal 1997 al 2017.

## Biografia
Nativo del Kentucky, Pitts prestò servizio nell'Air Force e combatté in Vietnam. Dopo essere stato congedato con il grado di capitano, Pitts lavorò come insegnante per alcuni anni.
Entrato in politica con il Partito Repubblicano, nel 1973 Pitts venne eletto all'interno della legislatura statale della Pennsylvania e vi rimase fino al 1996, anno in cui venne eletto alla Camera dei Rappresentanti per il seggio lasciato dal compagno di partito in carica da vent'anni Robert Smith Walker.
Riconfermato per altri nove mandati negli anni successivi, lasciò la Camera nel 2017 dopo vent'anni di servizio pubblico.
Durante la sua permanenza al Congresso Pitts si configurava come un repubblicano molto conservatore ed era sostenuto dalla American Conservative Union.